# Henry Kolowrat
Henry Kolowrat (Praga, 25 agosto 1933 – 16 marzo 2021) è stato uno schermidore statunitense.

## Biografia
Partecipò ai Giochi della XVII Olimpiade di Roma nel 1960.

## Palmarès
- Giochi Panamericani:

Chicago 1959: oro nella spada a squadre.